# تذكرني (فلم 2010)
تذكرني فيلم أمريكي إنتاج عام 2010، هو فيلم دراما، رومانسي، يتناول قصة حياة الشخصية الرئيسية منذ مرحلة الطفولة. الفيلم من إخراج آلن كولتر؛ سيناريو وحوار ويل فيتيرز؛ وبطولة روبرت باتينسون، إيميلي دي رافن، كريس كوبر، لينا أولين، بيرس بروسنان.

## القصة
بعد أن دمرت علاقته بوالده نتيجة مأساة انتحار شقيقه وانفصال والديه عن بعضهما نتيجة الحادث المؤسف، يقابل تايلر الشاب النيويوركي الثائر فتاة جميلة تستطيع احتوائه وإدخال البهجة إلى قلبه ومن ثم يقع في حبها. تايلر لم يكن يبحث عن الحب عن قصد، لكن هذا هو ما صادفه حين التقى بـإيلي التي سحرته بجمالها وألهمته بروحها المرحة. وشيئًا فشيئًا بدأ تايلر يشعر بأن حياته يصبح لها معنى فقط حين يكون بالقرب من إيلي. وتعلم منها كيف يعيش الحياة بشغف دائم، وبامتنان لكل الأشياء البسيطة الرائعة التي تمر حول البشر ولا يشعرون بها. لكن المياه الهادئة لا تدوم طويلاً، وتبدأ أسرار دفينة في ظهور والإعلان عن نفسها لتعكر صفو العلاقة وتهدد بتمزيقها تمامًا، وهذا ما يجعل تايلر يفكر بأن الحب شيء غالي جدًا ويستحق أحيانًا أن ندافع عنه باستماتة وبحياتنا إذا لزم الأمر. الفيلم مفعم بالمرح والرومانسية، أيضًا مع كثير من الشجن، ويتبع قصة حب لن تمحى من الذاكرة بسهولة، ويؤكد في كل مشهد فيه على أهمية الحب كي يستطيع الإنسان أن يعيش أيامه بسعادة وتطلع دائم للمستقبل، وبنظرة تفاؤلية للحياة ككل.

## طاقم التمثيل
- روبرت باتينسون بدور تايلر كيتس هوكينز.
- إيميلي دي رافن بدور أليسا كريغ (ألي).
- كريس كوبر بدور نيل كريغ (والد ألي).
- لينا أولين بدور ديان هيرش (والدة تايلر).
- بيرس بروسنان بدور تشارلز هوكينز.
- مارثا بليمتون بدور هيلين كريغ (والدة ألي).
- روبي جيرنيس بدور كارولين هوكينز (شقيقة تايلرالصغرى).
- غريغوري جبارة بدور ليه هيرش (صديق والدة ديان الجديد).
- تيت إلينغتون بدور ايدين هال.
- كايت بيرتونبدور جانين (مديرة مكتب تشارلز ومساعدته).
- بيتن ليست بدور سامانثا.
- كريس ماكيني بدور ليو.

## العرض الأول
عُرض الفيلم لأول مرة في سينما باريس بمدينة نيويورك في 1 مارس 2010، وعرض في دور العرض العالمية ابتداءً من 12 مارس 2010. وصنفه المجلس البريطاني لتصنيف الأفلام على أنه من فئة 12A أي لا يسمح بمشاهدته من هم دون الثانية عشر إلا بوجود من هم في عمر الثامنة عشر وعلى أن يعرض في السينمات فقط. أمّا جمعية الفيلم الأمريكي لتقييم الأفلام فصنفته على أنه PG-13 أي ذو محتوى لا يصلح لمن هم دون الثالثة عشر ويفضل مشاهدته تحت رقابة الأسرة.

## الاستقبال

### ردود النقاد
حصل الفيلم على نسبة 28% على موقع الطماطم الفاسدة بناء على 108 مراجعات. كما حصل على 40 نقطة من أصل 100 على موقع ميتاكريتيك.

### شباك التذاكر
افتتح الفيلم في المركز الخامس محققا 8,089,139 دولار في نهاية اسبوعه الأولى و 56,032,889 دولار اجمالا.

### الجوائز والترشيحات
| السنة | المناسبة                                    | الجائزة                                 | النتيجة |
| ----- | ------------------------------------------- | --------------------------------------- | ------- |
| 2010  | جائزة تين تشويس                             | أفضل فيلم دراما                         | رُشِّح     |
| 2010  | جائزة تين تشويس                             | أفضل ممثل في دور درامي – روبرت باتينسون | فوز     |
| 2010  | جوائز نيكولوديان الأسترالية لاختيار الأطفال | النجم السينمائي المفضل – روبرت باتينسون | رُشِّح     |
| 2010  | جائزة التوتة الذهبية                        | أسوأ ممثل – روبرت باتينسون              | رُشِّح     |

## وصلات خارجية
- مقالات تستعمل روابط فنية بلا صلة مع ويكي بيانات

- تذكرني الموقع الرسمي
- تذكرني في قاعدة بيانات السينما العالمية
- تذكرني في موقع الطماطم الفاسدة
- تذكرني في موقع ميتاكريتيك
- تذكرني في موقع كل الأفلام
- تذكرني في موقع بوكس أوفيس موجو